# Leptosol

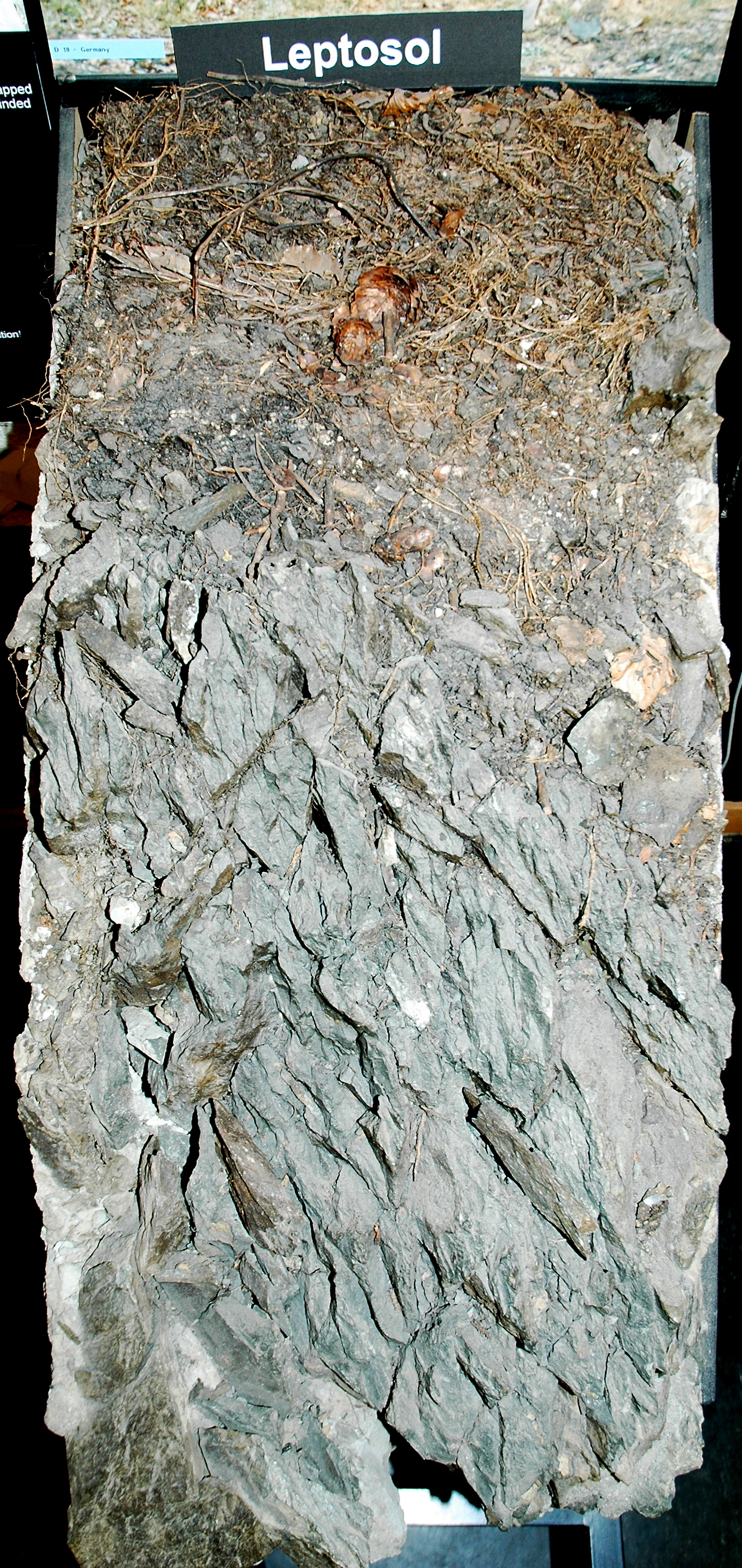
Bodenprofil eines Leptosol

Leptosol (LP) (altgriechisch λεπτός leptós „dünn“) ist eine der 32 Referenzbodengruppen der World Reference Base for Soil Resources (WRB). Die Gruppe umfasst flachgründige und schwach entwickelte Böden über kontinuierlichen Fels (auf unterschiedlichem Ausgangsgestein) und extrem skelettreiche Böden.

## Diagnostische Merkmale
Leptosole weisen entweder eine Tiefenbegrenzung durch das anstehende Gestein innerhalb von 25 cm unter der Geländeoberfläche auf oder besitzen in den oberen 75 cm unter der Geländeoberfläche weniger als 20 Vol.-% Feinerde.

## Verbreitung
Die Referenzbodengruppe der Leptosole ist mit einer Verbreitung von 1,65 Mio. ha die größte und tritt weltweit in allen Klimaten und Höhenlagen in Erscheinung, vorwiegend jedoch in Gebirgsregionen als Initialphase der Bodenentwicklung oder häufig auch als Degradationsform (durch Erosion) ehemaliger tiefgründigerer Böden.

## Eigenschaften und Nutzung
Leptosole weisen eine geringe Wasserspeicherkapazität auf und sind durch ihre Flachgründigkeit nährstoffarm. Daraus resultiert eine eingeschränkte Nutzbarkeit, die sich größtenteils dann auf forstliche oder weidewirtschaftliche Nutzung beschränkt.

## Entsprechung in der mitteleuropäischen Bodennomenklatur
Da sich die in der WRB angegebenen Definitionen von den für Deutschland gültigen Kriterien unterscheiden, umfassen Leptosole in der deutschsprachigen Nomenklatur sowohl Syroseme und Lockersyroseme als auch Teile der Felshumusböden, Skeletthumusböden, Ranker, Rendzinen und Pararendzinen.